# Convenienza delle opere pubbliche
La convenienza delle opere pubbliche viene misurata mediante un procedimento che mette a confronto gli aspetti positivi (benefici) e negativi (costi).
Tale procedimento, denominato analisi costi-benefici, si svolge attraverso:
1. Individuazione e determinazione dei costi;
2. Individuazione e determinazione dei benefici;
3. Determinazione dei tempi;
4. Assunzione del saggio di attualizzazione;
5. Scelta del criterio di confronto.

## Determinazione dei costi
I costi di un'opera possono essere:
- Costi diretti, gli  oneri che gravano finanziariamente sul soggetto che realizza l'opera e dovrà mantenerla in funzione (costo di investimento e di esercizio);
- Costi indiretti, che sono gli  oneri che gravano finanziariamente su soggetti diversi da chi fa l'opera (costi di investimento relativi ad opere complementari di necessaria e obbligatoria esecuzione, mancati redditi di preesistente attività sacrificate dall'esecuzione dell'opera, costi di esercizio dell'attività);
- Costi sociali, che comprendono i danni all'ambiente e i sacrifici che l'opera impone ai membri della collettività.

## Determinazione dei benefici
I benefici possono essere:
- Benefici diretti, che sono quelli che riguardano il soggetto che realizza l'opera, cioè le maggiori entrate determinate dall'esistenza dell'opera;
- Benefici indiretti, che riguardano soggetti diversi dall'ente che realizza l'opera, consistono nell'incremento del reddito degli addetti ad attività economiche che vengono incentivate o promesse;
- Benefici sociali, che consistono nell'incremento delle utilità esterne dei beni territoriali e ambientali indotti dall'opera.

## Determinazione dei tempi
I  costi e i benefici si distribuiscono in un determinato arco temporale, occorre collocarli nel momento in cui si verificano.
I  costi di investimento vengono sostenuti nell'arco di tempo di realizzazione dell'opera, i costi annui di esercizio dell'opera compiuta, tra cui le quote di reintegrazione, sono da considerare nulle per quelle opere la cui durata tecnica è superiore della durata economica, e si sviluppano durante l'esistenza dell'opera. 
Una volta compiuta l'opera, i benefici possono raggiungere più o meno rapidamente il massimo livello mantenendosi poi costanti o decrescere a partire da un certo anno.

## Assunzione del saggio
Il saggio da usare è quello al quale debbono venire calcolati gli interessi sui capitali pubblici investiti, i quali provengono da fonte tributaria e rappresentano una forma forzata di risparmio imposta ai contribuenti, esso può essere denominato saggio di preferenza sociale e si colloca tra il 5% e 8%.

## Criteri di confronto tra costi e benefici
Una volta che i costi ( C ) e i benefici ( B ) sono stati quantificati e localizzati nell'arco di tempo che rappresenta la durata economica dell'investimento ( n ), definito che sia saggio di attualizzazione, il giudizio di convenienza all'esecuzione dell'opera può basarsi su:
- Il valore attuale netto (VAN), che è la differenza attualizzata tra benefici e costi, per un progetto senza alternative, la convenienza sussiste quando la sommatoria dei benefici è maggiore o uguale a quella dei costi. Tra le diverse alternative progettuali la più conveniente sarà quella a cui corrisponde il VAN massimo.

- Il valore benefici/costi  attualizzati (RBCA), esso è il rapporto tra  benefici e costi, questo rapporto è legato al VAN: se VAN minire di 0 il RBCA sarà minore di 1, se il VAN è uguale a 0 il RBCA è uguale  1 infine se il VAN maggiore di 0 il RBCA sarà maggiore di 1.

L'opera non è conveniente sei il VAN è negativo o se l'RBCA è minore di 1, ed è conveniente in tutti gli altri casi.
- Il saggio di rendimento interno dell'investimento (SRI), esso determina l'uguaglianza tra la sommatoria dei benefici che è uguale a quella dei costi; un'opera pubblica sarà conveniente se il suo SRI è superiore o uguale al saggio di attualizzazione fissato, ne risulterà VAN maggiore o uguale a 0.

- Tempo di ritorno del capitale investito (TRC), esso è il tempo m entro il quale la sommatoria dei benefici calcolata al saggio di capitalizzazione fissato eguaglia la sommatoria dei costi.

In termini assoluti un'opera è conveniente se il TRC è inferiore o uguale alla sua durata economica.

## Aspetti macroeconomici
Secondo la teoria macroeconomica keynesiana la spesa pubblica ha il maggior effetto moltiplicatore del reddito nazionale, per cui presenta in sé una convenienza economica per i cittadini-contribuenti.